# قائمة مؤلفات أسد رستم
هذه قائمة مؤلفات أسد رستم وهو مؤرخ لبناني ولد سنة 1897م وتوفي سنة 1965م. تضم القائمة الأعمال المنشورة باسمه في أثناء حياته وبعد مماته بالإضافة لملحق يضم الأعمال المنشورة حوله. حصل رستم على درجة الدكتوراة من قسم الدراسات التاريخية في جامعة شيكاغو في عام 1923م، وعاد بعدها إلى لبنان لينشط في مجال التحقيق والتأليف حتى وفاته.
اهتم رستم بتحقيق الأصول المرتبطة بتاريخ المنطقة المعاصر، وأهم أعماله في هذا الشأن جمعه للأصول العربية لتاريخ محمد علي باشا في بلاد الشام، وقد نشرت في 4 مجلدات، وفهرسة المحفوظات الملكية المصرية المرتبطة بتلك الفترة، وفُهرست في 4 مجلدات كذلك. بالإضافة لذلك، فقد نشر رستم العديد من المقالات في مجلات محلية، نحو: مجلة المشرق، ومجلة الكلية اللتان تصدرهما الجامعة الأمريكية في بيروت.
أما في مجال التأليف، فمن أهم أعماله كتاب «مصطلح التاريخ» الذي أنجزه سنة 1939م، ويشرح فيه منهجية البحث التاريخية وكيفية استعمالها وما يواجه ذلك من صعوبات بالإضافة لإبراز دور علماء الحديث المسلمين في تطوير منهجية علمية باعتماد الجرح والتعديل. بالإضافة لذلك، فقد نشط رستم في أواخر حياته بما يخص تأريخ المسيحية الأرثوذكسية، فوضع كتاب «تاريخ كنيسة مدينة الله العظمى أنطاكية»، وهو موسوعة في ثلاثة مجلدات، وأيضاً كتاب «آباء الكنيسة».
نُشرت العديد من أعمال رستم بعد وفاته، بعض منها عُثر عليه كاملاً بين أوراقه، وبعض منها احتاج لتدقيق وجمع، وقد أنجزته الجامعة اللبنانية التي نشرت بعضاً من هذه الأعمال بالإضافة لابنته لمياء رستم شحادة، التي حققت وجمعت آثاره في عدة مؤلفات، آخرها كتاب «أسد رستم: مسيرة عمر» الصادر عن بطريركية أنطاكية وسائر المشرق للروم الأرثوذكس سنة 2015م.
هذه القائمة مرتبة في ثلاث مجموعات:
1. أعمال الطبعة الكاملة، وهي صادرة عن المكتبة البولسية ببيروت، ونُشرِت تباعاً في 32 مجلداً بين عامي 1985م و1995م، وهي ترتب أعماله حسب الموضوع لا حسب تاريخ النشر، وقد أضيفت بيانات الطبعات الأخرى، بما في ذلك الطبعات الأصيلة في حقل الملاحظات.
2. متفرقات أخرى منشورة، نحو مقالات نُشرت نشراً مستقلاً في مجلات محكمة أو محلية، أو أعمال تحقيق متنوعة أنجزها ونشرها وحدها أو أعمال كُلف بإعدادها، نحو: التقارير، والأبحاث، والكتيبات وما في حكم ذلك.
3. مؤلفات وضعت عنه أو عن أعماله، وتشمل مخرجات المؤتمرات التي خُصصت لدراسة أثره أو أعماله بالإضافة لسيرة حياته التي أرختها ابنته لمياء رستم.

## حسب طبعة الأعمال الكاملة
| رقم (أرقام) المجلد | الغلاف | اسم الكتاب                                                                                   | سنة النشر الأصيلة | ملاحظات |
| ------------------ | ------ | -------------------------------------------------------------------------------------------- | ----------------- | --- |
| 1                  |        | مصطلح التاريخ                                                                                | 1939              | بالعربية - صدرت الطبعة الأولى عن المطبعة الأمريكية في بيروت. - صدرت طبعة عن المطبعة العصرية في بيروت وصيدا في عام 1955م. (مُتوفِّر في ويكي مصدر ) وطبعة لاحقة في عام 2002م عن دار النشر نفسها. - طبعته المكتبة البولسية ضمن مجموعة الأعمال الكاملة في عام 1984م، وشغل المجلد الأول فيها. - صدرت طبعة عن مركز تراث للدراسات في القاهرة في عام 2014. وأعيد طبعه ثانيةً سنة 2021. - صدرت طبعة له عن دار القلم في بيروت سنة 2020. - أصدرت مؤسسة هنداوي نسخة رقمية حرة من الكتاب في عام 2020. - صدرت طبعة له عن دار ورد الأردنية في عمَّان سنة 2022. - صدرت طبعة له عن دار كلمات عربية للنشر والتوزيع في القاهرة سنة 2024. بالفارسية - ترجمت هيئة البحث وتأليف الكتب الجامعية في العلوم الإنسانية [الفارسية] (سمت) الكتاب إلى الفارسية ونشرته سنة 2013، وأعيد طبعه ثلاث مرات، وكانت طبعته الرابعة سنة 2019. |
| 2 - 4              |        | لبنان في عهد الأمراء الشهابيين                                                               | 1933              | - تحقيق، بالتعاون مع فؤاد البستاني، صدرت طبعته الأولى في 3 مجلدات عن مديرية المعارف العامة والفنون الجميلة اللبنانية. - أعادت الجامعة اللبنانية نشره في سنة 1969م. - طبعته المكتبة البولسية ضمن مجموعة الأعمال الكاملة في عام 1984م، وشغل 3 مجلدات فيها هي الثاني والثالث والرابع. |
| 5                  |        | لبنان في عهد الأمير فخر الدين المعني الثاني                                                  | 1936              | - تحقيق بالتعاون مع فؤاد البستاني لمخطوطة من عمل أحمد بن محمد الخالدي الصفدي، صدر عن المطبعة الكاثوليكية ببيروت. - أعادت الجامعة اللبنانية نشره في سنة 1969م. - طبعته المكتبة البولسية ضمن مجموعة الأعمال الكاملة في عام 1985م، وشغل المجلد الخامس فيها. |
| 6                  |        | بشير بين السلطان والعزيز: 1804-1831                                                          | 1956              | - نشرته الجامعة اللبنانية في جزأين للمرة الأولى في سنة 1956م، وأعادت طباعته في سنة 1966. الكتاب متوفر في ويكي مصدر: (ج. 1 ) (ج. 2 ) - طبعته المكتبة البولسية ضمن مجموعة الأعمال الكاملة في عام 1985م، وشغل المجلد السادس فيها. |
| 7                  |        | حروب إبراهيم باشا المصري في سوريا والأناضول                                                  | 1927              | - تحقيق لمؤلف مجهول، صدرت طبعته الأولى في مجلدين عن المطبعة السورية في القاهرة سنة 1927. - طبعته المكتبة البولسية ضمن مجموعة الأعمال الكاملة في عام 1986م، وشغل الجزأن معاً المجلد السابع فيها. |
| 8                  |        | منتخبات من الجواب على اقتراح الأحباب                                                         | 1955              | - تحقيق، بالتعاون مع صبحي أبو شقرا، صدرت طبعته الأولى في بيروت عن مديرية الآثار في وزارة التربية الوطنية والفنون الجميلة. - طبعته المكتبة البولسية ضمن مجموعة الأعمال الكاملة في عام 1985م، وشغل المجلد الثامن فيها. |
| 9                  |        | لبنان في عهد المتصرفية                                                                       | 1973              | - نُشِر بعد وفاته. - صدرت طبعته الأولى عن دار النهار في بيروت سنة 1973م. - طبعته المكتبة البولسية ضمن مجموعة الأعمال الكاملة في عام 1987م، وشغل المجلد التاسع فيها. |
| 10 - 13            |        | المحفوظات الملكية المصرية: بيان بوثائق الشام وما يساعد على فهمها ويوضح مقاصد محمد علي الكبير | 1940 - 1943       | - أربعة أجزاء، يغطي الجزء الأول السنوات (1810-1832)م والثاني (1832-1835)م والثالث (1835-1839)م والرابع (1839-1841)م. - صدرت عن الجامعة الأمريكية في بيروت في أربعة أجزاء على امتداد 4 سنوات: الأول سنة 1940م، والثاني سنة 1941م، والثالث سنة 1942م، والرابع في سنة 1943م. - طبعته المكتبة البولسية ضمن مجموعة الأعمال الكاملة في عام 1987م، وشغل المجلدات 10 و11 و12 و13 فيها. |
| 14 - 18            |        | الأصول العربية لتاريخ سورية في عهد محمد علي باشا                                             | 1930 - 1934       | - صدرت عن الجامعة الأمريكية في بيروت في خمسة أجزاء على امتداد 4 سنوات: الأول سنة 1930م، والثاني في عام 1931، والجزآن الثالث والرابع في عام 1934م، والجزء الخامس(1) في عام 1933م. - طبعته المكتبة البولسية ضمن مجموعة الأعمال الكاملة في عام 1988م، وشغل المجلدات 14 و15 و16 و17 و18 فيها. |
| 19                 |        | الأصول العربية لتاريخ سورية في عهد محمد علي باشا: الفهارس العامة                             | 1987              | من إعداد وسام كبكب، أضيف على الأصل في مجموعة الأعمال الكاملة، وشغل المجلد 19 فيها. |
| 20 - 22            |        | كنيسة مدينة الله أنطاكية العظمى                                                              | 1958              | - صدرت الطبعة الأولى في 3 أجزاء عن منشورات النور في بيروت. - طبعته المكتبة البولسية ضمن مجموعة الأعمال الكاملة في عام 1988م، وشغل المجلدات 20 و21 و22 فيها. - أصدرت بطريركية أنطاكية وسائر المشرق طبعة جديدة في 3 مجلدات ضمن مجموعة مصغرة(2) في سنة 2021. - أصدرت مؤسسة هنداوي نسخة رقمية حرة من الكتاب في 3 ملفات منفصلة في عام 2021. |
| 23 - 24            |        | الروم في سياستهم، وحضارتهم، ودينهم، وثقافتهم وصلاتهم بالعرب                                  | 1955              | - صدرت الطبعة الأولى عن دار المكشوف في بيروت في مجلدين. - طبعته المكتبة البولسية ضمن مجموعة الأعمال الكاملة في عام 1988م، وشغل المجلدان 23 و24 فيها. - أصدرت مؤسسة هنداوي نسخة رقمية حرة من الكتاب في ملف واحد في عام 2018م. - طبعته دار الكنزي سنة 2021م في مجلد واحد. - طبعته وكالة الصحافة العربية (ناشرون) بالقاهرة سنة 2024 في مجلدين. |
| 25                 |        | آباء الكنيسة                                                                                 | -                 | - صدرت طبعتها الأولى عن منشورات النور في بيروت بطبعة غير مؤرخة. وأعادت طبعه في سنة 1982 بعنوان "آباء الكنيسة: القرون الثلاثة الأولى". - طبعته المكتبة البولسية ضمن مجموعة الأعمال الكاملة في عام 1991م، وشغل المجلد 25 فيها. - أصدرت بطريركية أنطاكية وسائر المشرق طبعة جديدة في مجلدين ضمن مجموعة مصغرة(2) في سنة 2021. |
| 26                 |        | مخطوطات البحر الميت وجماعة قمران                                                             | 1959              | - وزعته أولاً مجلة المسرة الصادرة في بيروت هديةً سنوية للمشتركين فيها. - طبعته المكتبة البولسية ضمن مجموعة الأعمال الكاملة في عام 1990م، وشغل المجلد 26 فيها. - أصدرت مؤسسة هنداوي نسخة رقمية حرة من الكتاب في عام 2021. - صدرت للكتاب طبعتان في القاهرة سنة 2022، الأولى عن مركز نهر النيل للنشر والثانية عن مؤسسة وكالة الصحافة العربية. |
| 27                 |        | حرب في الكنائس                                                                               | 1958              | - صدرت الطبعة الأولى عن الجامعة اللبنانية في بيروت. (مُتوفِّر في ويكي مصدر ) - طبعته المكتبة البولسية ضمن مجموعة الأعمال الكاملة في عام 1991م، وشغل المجلد 27 فيها. |
| 28                 |        | نحن ورومة والفاتيكان                                                                         | 1959              | - صدرت الطبعة الأولى عن مطبعة دار الفنون في بيروت. (مُتوفِّر في ويكي مصدر ) - طبعته المكتبة البولسية ضمن مجموعة الأعمال الكاملة في عام 1991م، وشغل المجلد 28 فيها. |
| 29                 |        | تاريخ اليونان: من فيليبوس المقدوني إلى الفتح الروماني                                        | 1969              | - نشرته الجامعة اللبنانية في بيروت بعد وفاته. - طبعته المكتبة البولسية ضمن مجموعة الأعمال الكاملة في عام 1991م، وشغل المجلد 29 فيها. |
| 30                 |        | عصر أوغوسطوس قيصر وخلفائه: 44 ق. م.- 69 ب. م.                                                | 1961              | - نشرته الجامعة اللبنانية في جزأين الأول سنة 1961م بعنوان فرعي: المقدمات. والثاني سنة 1965م بعنوان فرعي: الإدارة-السياسة-الحرب. - طبعته المكتبة البولسية ضمن مجموعة الأعمال الكاملة في عام 1991م، وشغل المجلد 30 فيها. - أصدرت مؤسسة هنداوي نسخة رقمية حرة من الكتاب في عام 2024. |
| 31                 |        | وبكنيسة واحدة جامعة مقدسة رسولية                                                             | 1995              | نُشِر بعد وفاته، جمعته لمياء رستم شحادة وقدمت له وأعدت فهارسه. |
| 32                 |        | بلاد الشام في عصر محمد علي باشا: 1831-1841                                                   | 1995              | نُشِر بعد وفاته ضمن مجموعة الأعمال الكاملة في عام 1995م، وشغل المجلد 32 فيها. |

## مؤلفات متفرقة

### مقالات مُحكَّمة
| الرقم التسلسلي | المقالة | اسم المقالة | سنة النشر | اسم الدورية المُحكَّمة                                                   |
| -------------- | ------- | --- | --------- | --------------------------------------------------------------------- |
| 1              |         | آثار جديدة لغابة لبنان القديمة (بالإنجليزية: New Traces of the Old Lebanon Forest)                                                                | 1922      | (بالإنجليزية: Palestine Exploration Quarterly).                       |
| 2              |         | سورية تحت حكم محمد علي (بالإنجليزية: Syria under Mehemet Ali)                                                                                     | 1924      | (بالإنجليزية: American Journal of Semitic Languages and Literatures). |
| 3              |         | سورية تحت حكم محمد علي - ترجمة (بالإنجليزية: Syria under Mehemet Ali - A Translation)                                                             | 1924      | (بالإنجليزية: American Journal of Semitic Languages and Literatures). |
| 4              |         | عكة وتحصيناتها (بالإنجليزية: Akka (Acre) and its Defences)                                                                                        | 1926      | (بالإنجليزية: Palestine Exploration Quarterly).                       |
| 5              |         | إضاءة جديدة على ثورة الفلاحين في فلسطين، أبريل - سبتمبر 1834 (بالإنجليزية: New light on the peasants' revolt in Palestine, April-September, 1834) | 1930      | (بالإنجليزية: Journal of the Palestine Oriental Society).             |

### مقالات في مجلات
| #  | المقالة | اسم المقالة                                                              | سنة النشر   | ملاحظات |
| -- | ------- | ------------------------------------------------------------------------ | ----------- | --- |
| 1  |         | محمد بن عبد الوهاب في الجرائد والمجلات العربية                           | 1924        | المجلد 6-7 في مجلة الحرية العراقية.                                                                               |
| 2  |         | محمد علي باشا والسلطان محمود الثاني: النزاع بينهما وبعض وجوهه الجغرافية  | مايو 1925   | نُشرت في جريدة المقتطف في القاهرة في ثلاثة أجزاء.                                                                  |
| 3  |         | محمد علي باشا والسلطان محمود الثاني: النزاع بينهما وبعض وجوهه الجغرافية  | يونيو 1925  | نُشرت في جريدة المقتطف في القاهرة في ثلاثة أجزاء.                                                                  |
| 4  |         | محمد علي باشا والسلطان محمود الثاني: النزاع بينهما وبعض وجوهه الجغرافية  | أغسطس 1925  | نُشرت في جريدة المقتطف في القاهرة في ثلاثة أجزاء.                                                                  |
| 5  |         | حول معركة حمص                                                            | 1925        | المجلد 12 في مجلة الكلية في الجامعة الأمريكية في بيروت. (مُتوفِّر في ويكي مصدر )                                     |
| 6  |         | رخصة طبية من أحمد باشا الجزار                                            | 1925        | المجلد 12 في مجلة الكلية في الجامعة الأمريكية في بيروت.                                                           |
| 7  |         | إجازة العطار للخلاصي                                                     | 1925        | المجلد 12 في مجلة الكلية في الجامعة الأمريكية في بيروت.                                                           |
| 8  |         | تقارير قناصل فرنسة في مصر عن سنة 1802-1804 وأهميتها التاريخية            | 1926        | المجلد 12 في مجلة الكلية في الجامعة الأمريكية في بيروت.                                                           |
| 9  |         | بيروت في عهد إبراهيم باشا المصري وأعمال الأمير محمود نامي فيها           | 1926        | المجلد 13 في مجلة الكلية في الجامعة الأمريكية في بيروت.                                                           |
| 10 |         | القومية العربية منذ مئة عام                                              | 1928        | المجلد 15 في مجلة الكلية في الجامعة الأمريكية في بيروت.                                                           |
| 11 |         | عبد الله باشا يبسط قضيته                                                 | 1928        | المجلد 15 في مجلة الكلية في الجامعة الأمريكية في بيروت.                                                           |
| 12 |         | دمشق تتقرب إلى عكة                                                       | 1928        | المجلد 15 في مجلة الكلية في الجامعة الأمريكية في بيروت.                                                           |
| 13 |         | بشائر الفتح المصري                                                       | 1929        | المجلد 16 في مجلة الكلية في الجامعة الأمريكية في بيروت.                                                           |
| 14 |         | قلعة طرابلس الشام                                                        | 1929        | المجلد 16 في مجلة الكلية في الجامعة الأمريكية في بيروت.                                                           |
| 15 |         | سورية في كتاب القومية المصرية                                            | 1930        | المجلد 17 في مجلة الكلية في الجامعة الأمريكية في بيروت.                                                           |
| 16 |         | الأمير حيدر أحمد الشهابي وتاريخه                                         | أبريل 1933  | - بالتعاون مع فؤاد أفرام البستاني. - نُشرت في جزأين ضمن المجلد 31 في جريدة المشرق في بيروت.                        |
| 17 |         | الأمير حيدر أحمد الشهابي وتاريخه                                         | مايو 1933   | - بالتعاون مع فؤاد أفرام البستاني. - نُشرت في جزأين ضمن المجلد 31 في جريدة المشرق في بيروت.                        |
| 18 |         | الشيخ أحمد الغر والقضاء في بيروت قبل مئة عام                             | يونيو 1933  | نُشرت في مجلة المشرق في بيروت في المجلد 31 ضمن الجزء 6.                                                            |
| 19 |         | تاريخ فخر الدين الثاني                                                   | يناير 1936  | - بالتعاون مع فؤاد أفرام البستاني. - نُشرت في مجلة المشرق في بيروت في المجلد 34 ضمن الجزء 1. (مُتوفِّر في ويكي مصدر ) |
| 20 |         | صفحة جديدة من تاريخ الثورة الدرزية 1834 - 1838                           | أبريل 1937  | نُشرت في مجلة المشرق في بيروت في المجلد 35 ضمن الجزء 4. (مُتوفِّر في ويكي مصدر )                                      |
| 21 |         | الأسلوب العلمي والتأريخ                                                  | يناير 1939  | نُشرت في مجلة المشرق في بيروت في المجلد 37 ضمن الجزء 1. (مُتوفِّر في ويكي مصدر )                                      |
| 22 |         | القانون                                                                  | 1960        | نُشرت في مجلة النور في المجلدين 3و4.                                                                               |
| 23 |         | عيسى إسكندر المعلوف المؤرخ اللبناني بمناسبة ذكراه السابعة في 2 تموز 1963 | أكتوبر 1963 | نُشرت في مجلة المشرق في بيروت في المجلد 57 ضمن الجزأين 4-5. (مُتوفِّر في ويكي مصدر )                                  |

## معرض الصور

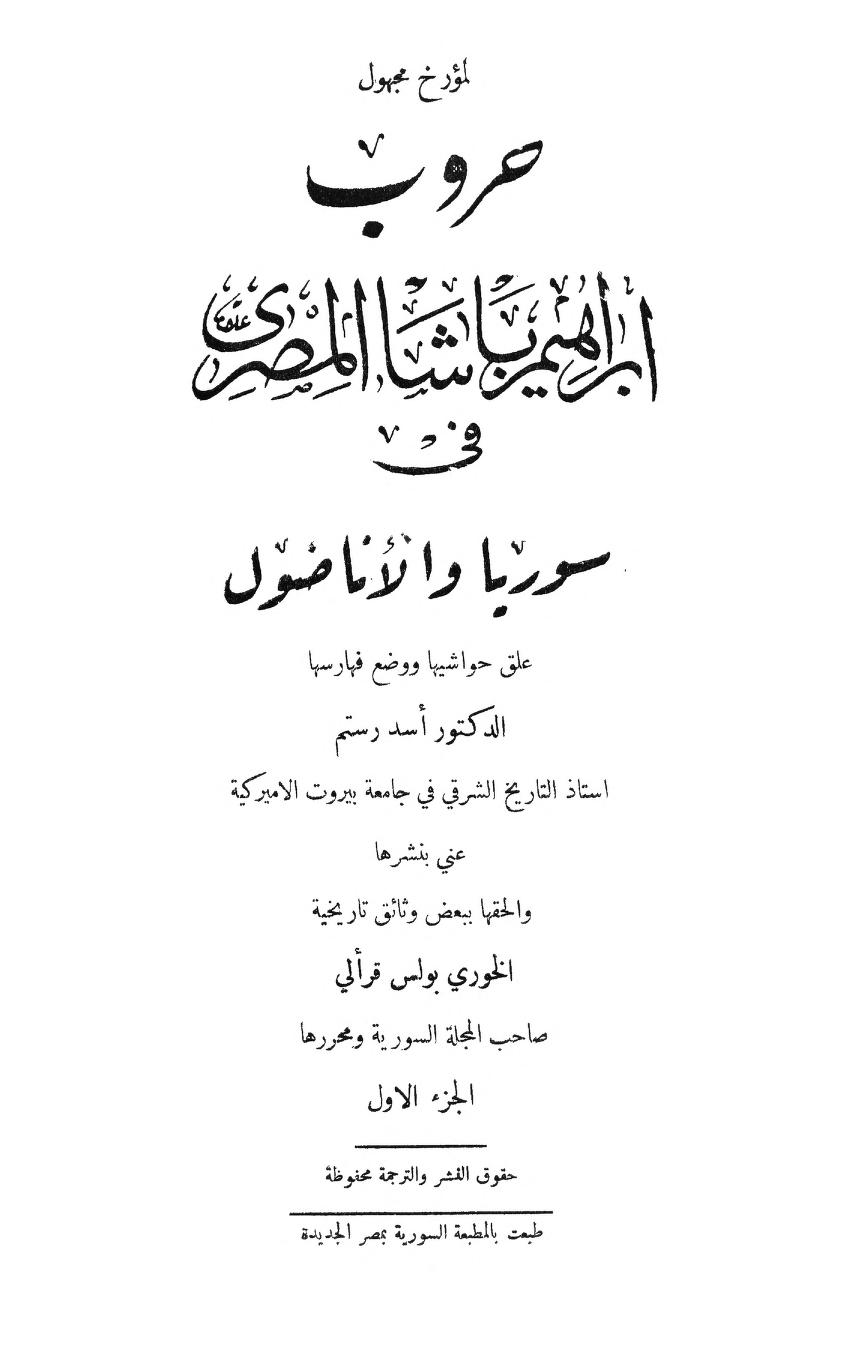
غلاف الطبعة الأولى من كتاب من حروب محمد باشاالمصري في سورية والأناضول، صدر سنة 1927م
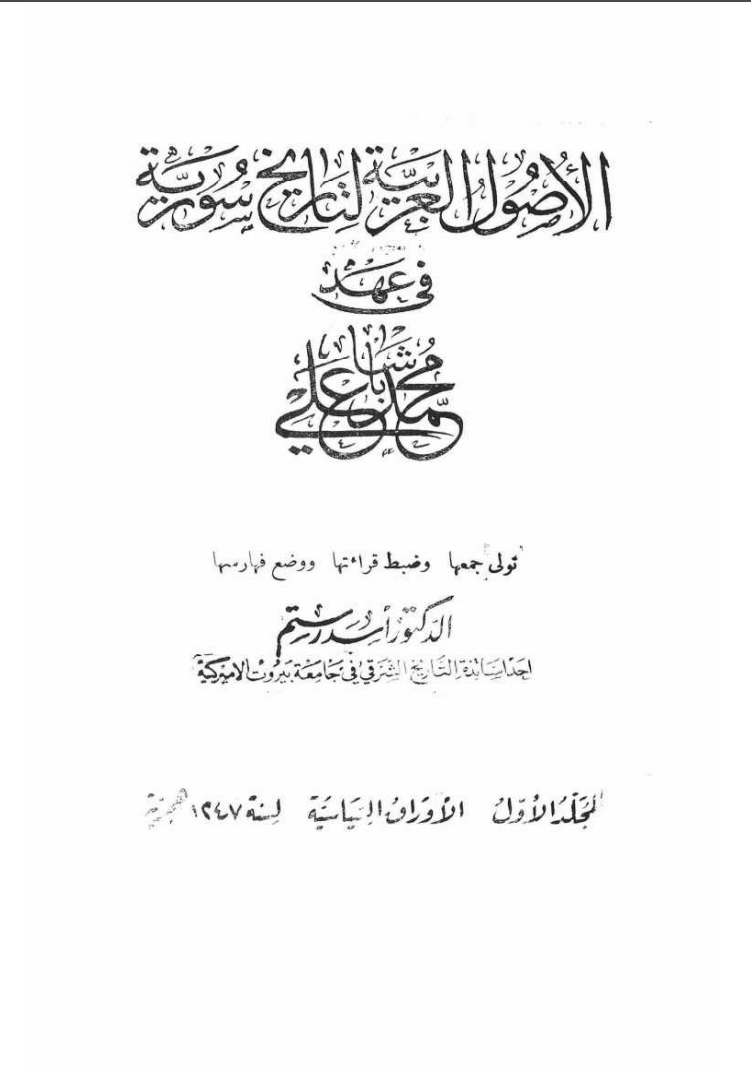
غلاف الجزء الأول من الطبعة الأولى لكتاب الأصول العربية لتاريخ سورية في عهد محمد علي باشا صدر سنة 1930م
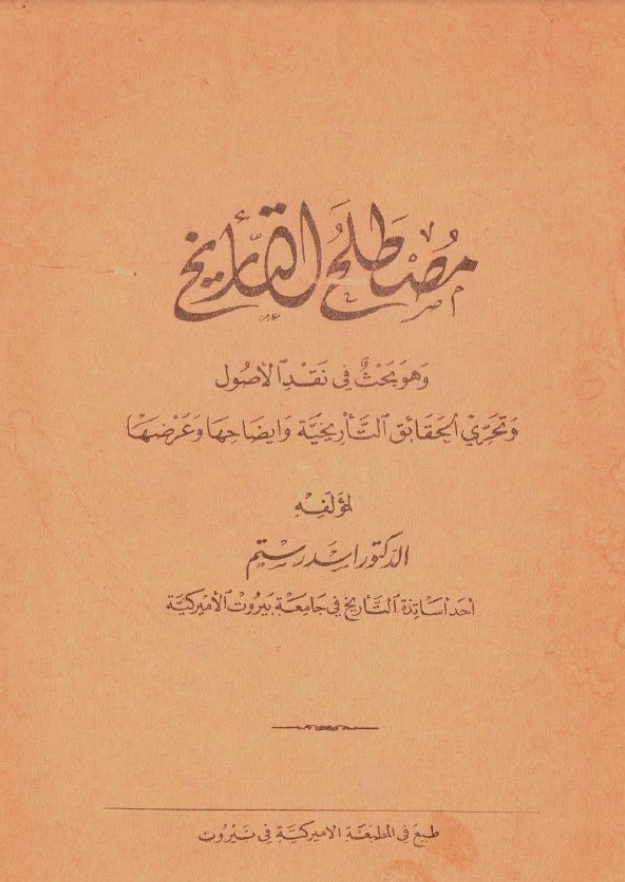
غلاف الطبعة الأولى من كتاب مصطلح التاريخ، صدر سنة 1939م
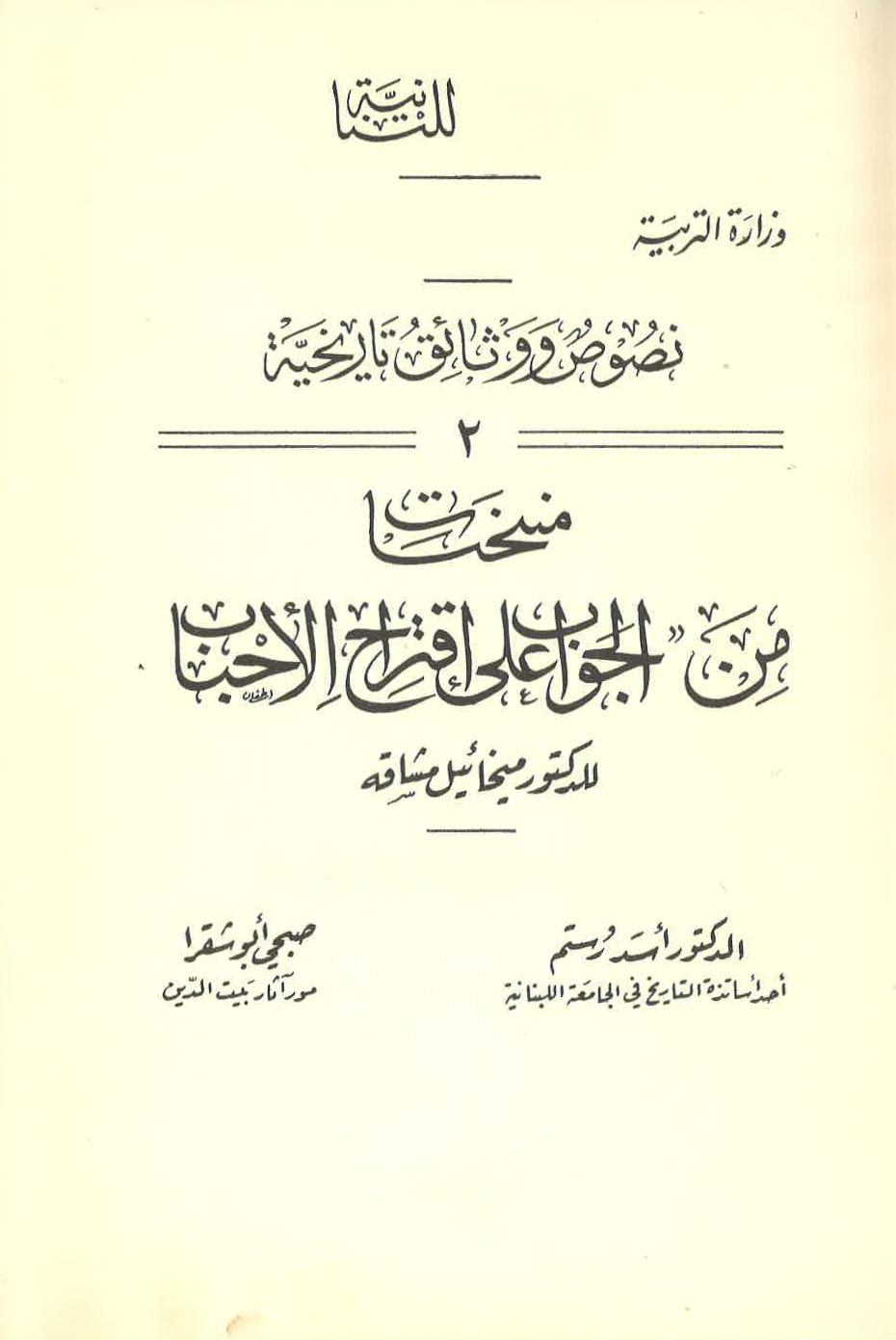
غلاف الطبعة الأولى من كتاب منتخبات من الجواب على اقتراح الأحباب، صدر سنة 1955م
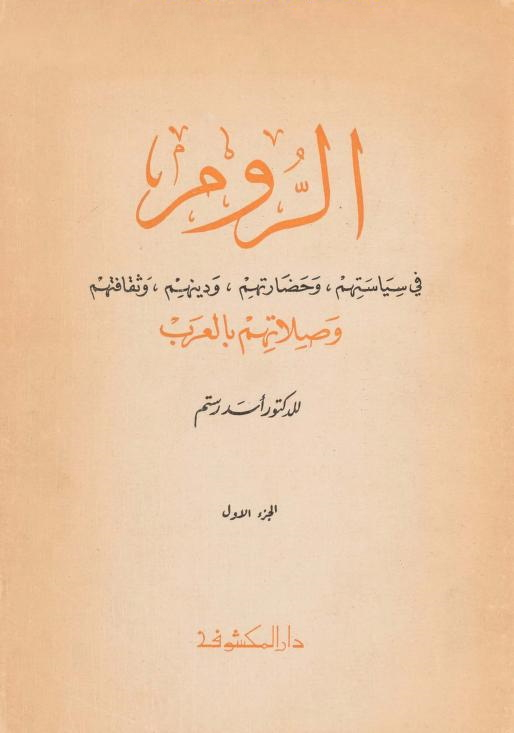
غلاف الطبعة الأولى من كتاب الروم، صدرت سنة 1955م
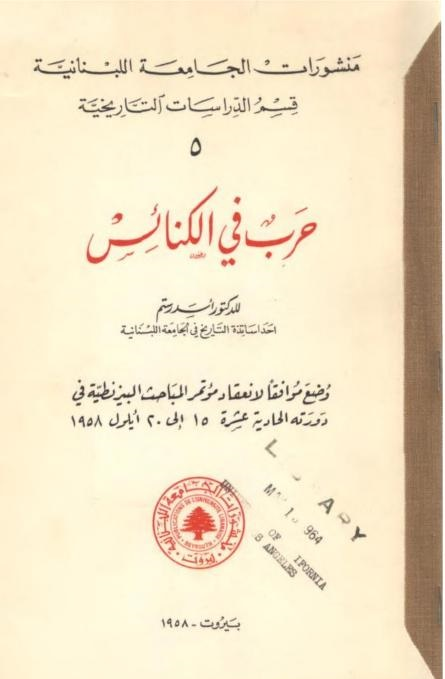
غلاف الطبعة الأولى من كتاب حرب في الكنائس، صدر سنة 1958م.
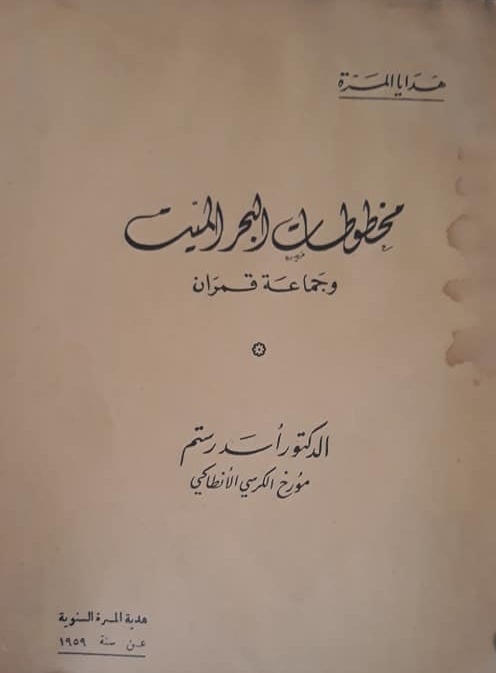
غلاف الطبعة الأولى من كتاب مخطوطات البحر الميت، صدر سنة 1959م.
المجموعة الكاملة المُصغَّرة صدرت سنة 2021م
المجلد 1 من المجموعة الكاملة المُصغَّرة
المجلد 2 من المجموعة الكاملة المُصغَّرة
المجلد 3 من المجموعة الكاملة المُصغَّرة
المجلد 4 من المجموعة الكاملة المُصغَّرة
المجلد 5 من المجموعة الكاملة المُصغَّرة
غلاف الطبعة الفارسية من كتاب مصطلح التاريخ